# Wahnbach (Prims)
Der Wahnbach ist ein 15,3 km langer, nördlicher und rechter Zufluss der Prims anfangs in Rheinland-Pfalz, zum größten Teil danach aber im Stadtgebiet von Wadern im Landkreis Merzig-Wadern im Saarland.

## Geographie

### Verlauf
Der Wahnbach hat seine Quelle in Rheinland-Pfalz auf der Ostflanke des 695 m ü. NHN hohen Teufelskopfes westlich von Wadrill. Nach kurzer Strecke ist er dann Grenzfluss zwischen Rheinland-Pfalz und dem Saarland. Auf dem Gebiet des Saarlandes durchfließt er das Naturschutzgebiet Oberes Wahnbachtal und anschließend das Naturschutzgebiet Unteres Wahnbachtal - Kirmesbruch westlich von Wadern. Er fließt südlich von Steinberg, durch Morscholz und durch das Naturschutzgebiet Noswendeler Bruch. Vorübergehend teilt sich der Bach, fließt durch den Noswendeler See und dann durch Bardenbach. Er mündet südlich von Bardenbach am nördlichen Ortsrand von Büschfeld in die Prims.

### Zuflüsse
- Kübelbach (rechts), 1,5 km
- Jostenrodbach (rechts), 0,2 km
- Behtengraben (rechts), 0,7 km
- Brodbüschbach (links), 1,0 km
- Steinbergbach (links), 0,9 km
- Büschelchenbach (links), 0,3 km
- Haasbruchbach (rechts), 0,8 km